# Anamixilla
Anamixilla är ett släkte av svampdjur. Anamixilla ingår i familjen Jenkinidae.
Kladogram enligt Catalogue of Life:
| Anamixilla | \| \| Anamixilla irregularis \| \| \| \| \| \| Anamixilla torresi \| \| \| \| |
|            | \| \| Anamixilla irregularis \| \| \| \| \| \| Anamixilla torresi \| \| \| \| |
|            | Breitfussia                                                                   |
|            |                                                                               |
|            | Jenkina                                                                       |
|            |                                                                               |
|            | Leucascandra                                                                  |
|            |                                                                               |
|            | Polejaevia                                                                    |
|            |                                                                               |
|            | Uteopsis                                                                      |
|            |                                                                               |
|            | Anamixilla irregularis                                                        |
|            |                                                                               |
|            | Anamixilla torresi                                                            |
|            |                                                                               |

|  | Anamixilla irregularis |
|  |                        |
|  | Anamixilla torresi     |
|  |                        |